# Richard S. Hamilton
För andra betydelser, se Richard Hamilton (olika betydelser).
Richard Streit Hamilton, född 10 januari 1943 i Cincinnati, Ohio, död 29 september 2024, var en amerikansk matematiker. Han var professor i matematik vid Columbia University i New York. 
Hamilton är mest känd för sina insatser inom geometrin där hans teori om det så kallade Ricciflödet varit banbrytande. Teorin har senare vidareutvecklats av bland annat Grigorij Perelman och är en av byggstenarna i det som av många ledande matematiker nu anses vara beviset för Poincarés förmodan.
Hamilton fick Oswald Veblen-priset i geometri 1996, Clay Research Award 2003 och Leroy P. Steele-priset 2009.